# Polish Hill River

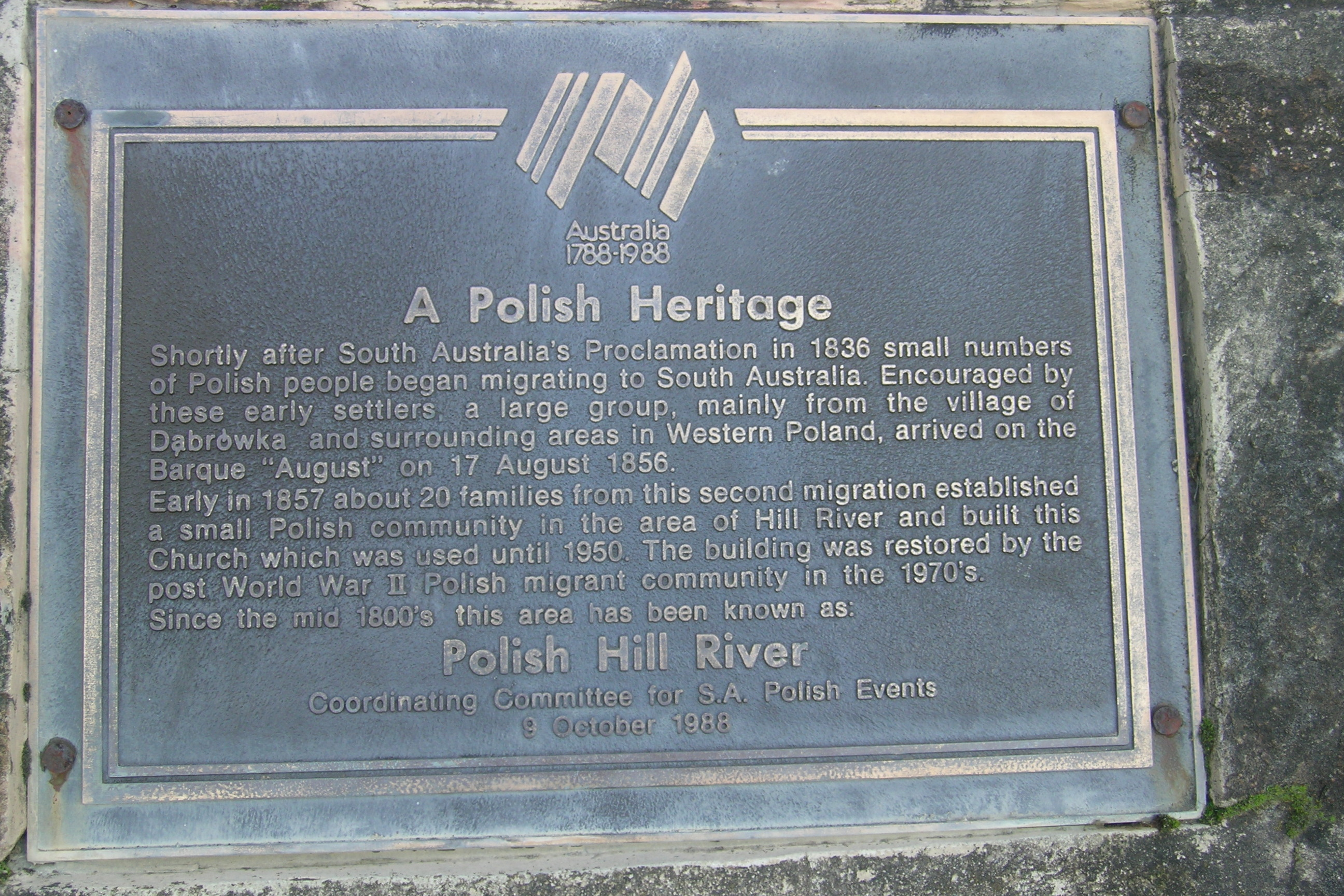
Tablica pamiątkowa

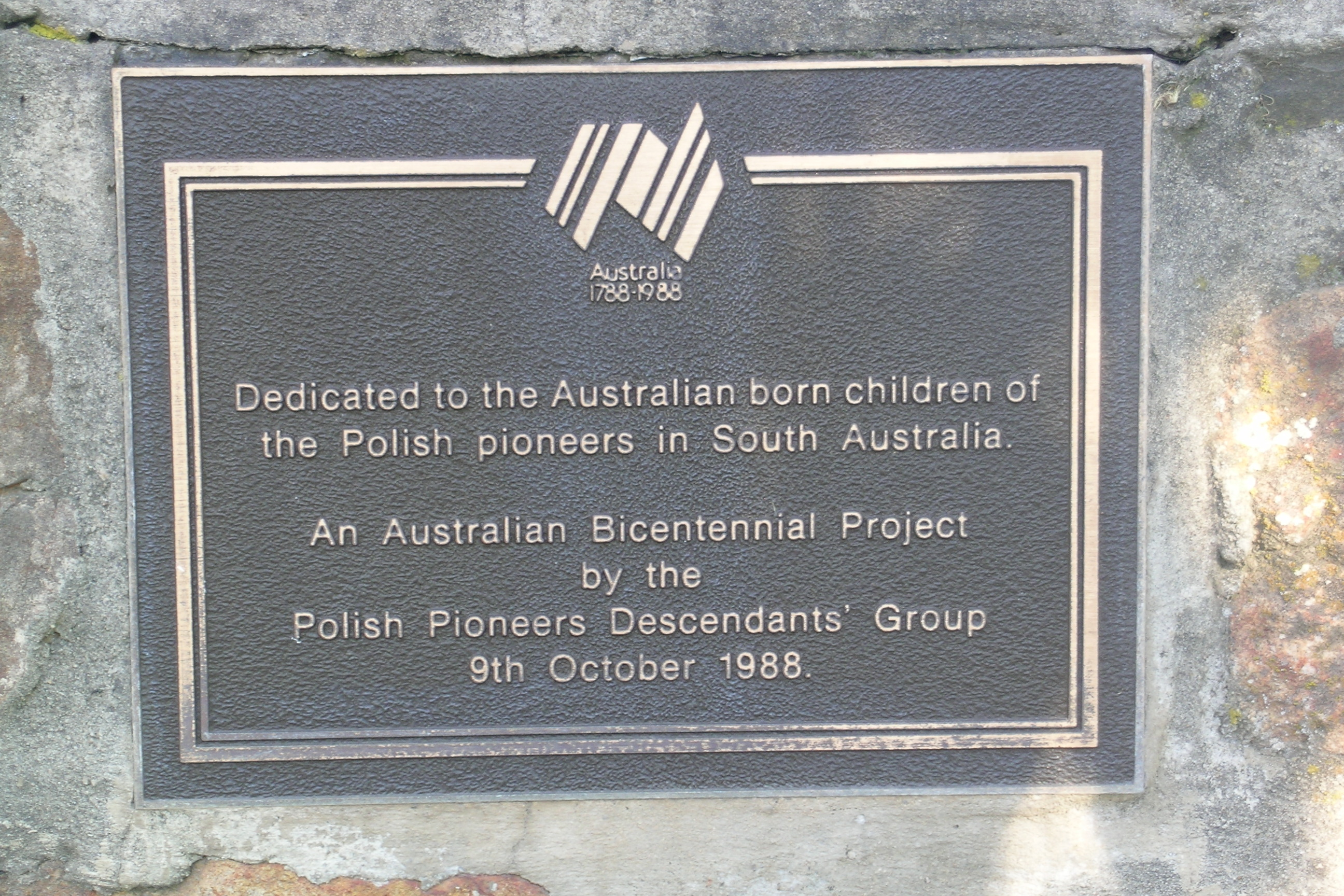
Tablica z dedykacją

Polish Hill River – miejsce w pobliżu Sevenhill przy Polish Valley w Clare Valley, w Australii Południowej, w którym w 1856 roku zamieszkali pierwsi przybyli do tego stanu polscy osadnicy.

## Historia

### Założenie osady
Polscy pionierzy pochodzący z Dąbrówki Wielkopolskiej i Zbąszynia przybyli do Adelaide 7 sierpnia 1856 roku. Ich podróż zaczęła się w maju tego samego roku, kiedy w Hamburgu zaokrętowali się na statek płynący do nowo powstałej kolonii. Już rok później polscy koloniści zakupili pierwszą posesję w miejscu nazywanym Hill River (w późniejszym czasie przemianowanym na Polish Hill River).

### Kościół św. Stanisława Kostki
W 1857 roku założono Komitet Budowy Kościoła w Sevenhill. Jeden z osadników Jan Nykiel przekazał ziemię, na której miał on być wybudowany i oddał zarządzanie całym projektem w ręce swoich synów Jana i Jakuba oraz Lukasowi Małychowi i Paulowi Połomce. W 1870 roku do Sevenhill przyjechał ksiądz Leon Rogalski, pierwszy polski ksiądz w Australii Południowej. Prowadził pracę duszpasterską wśród Polaków w Hill River i okolicach, a także w Barossa Valley. Kościół pod wezwaniem św. Stanisława Kostki został konsekrowany przez biskupa Shiela w 1871 roku. W 1876 roku biskup Reynolds poświęcił główny ołtarz i umieścił na nim relikwie św. Stanisława Kostki. Pierwszy oficjalny spis parafian został przeprowadzony w 1890 roku przez księdza Rogalskiego. Odnotował on 322 osoby, będące członkami 62 polskich rodzin zamieszkujących okolice Hill River, Sevenhill i Penwortham. W 1893 roku Polacy przekazali tytuł do ziemi, na której stał kościół i szkoła na ręce arcybiskupa Adelajdy. 6 czerwca 1906 roku zmarł ksiądz Rogalski. Na początku 1950 roku kościół został desakralizowany, a miejscowy rolnik urządził w nim sklep.

### Muzeum
Na początku lat pięćdziesiątych emigranci, którzy przybyli do Australii po II wojnie światowej dowiedzieli się o istniejących ruinach kościoła i szkoły. Podjęto decyzję o odbudowaniu obydwu budynków. Renowacja rozpoczęła się w 1971 roku. Polonia zakupiła dodatkowych 9 akrów ziemi przylegającej do pierwotnej dwuakrowej własności, a w grudniu 1971 roku diecezja Adelajdy przeniosła prawo własności ziemi na której stał kościół i szkoła na rzecz Polskiej Federacji Polskich Organizacji S.A. (Polish Federation of Polish Organisations of S.A.). 24 lipca 1980 roku kościół św. Stanisława został wpisany na listę zabytków w Australii Południowej. 9 października 1988 roku monsignor Horgan oficjalnie otworzył Polish Hill River Church Museum. Potomkowie polskich pionierów wmurowali kamień węgielny wraz z „kapsułą czasową”, która ma zostać otwarta w 2036 roku.
Obecnie kościołem i muzeum opiekuje się Polonia mieszkająca w Adelajdzie, a także grupa potomków pierwszych kolonistów, którzy nadal mieszkają w Clare Valley.

### Szkoła
W 1871 roku prasa katolicka w Polsce opublikowała artykuł księdza Rogalskiego, opisujący sytuację osadników w Australii oraz że „Polacy...w Sevenhill i Hill River... mają swoją własną szkołę prowadzącą zajęcia w polskim i angielskim języku”.
W 1872 roku przykościelna szkoła została opisana w „Directory of South Australia”. Polacy uczestniczyli w życiu miejscowej społeczności, byli często wybierani do różnego typu władz okręgowych. W 1874 roku do Hill River przybyły siostry św. Józefa i rozpoczęły pracę w szkole. W 1886 roku szkoła św. Stanisława Kostki została przejęta przez władze Południowej Australii i przemianowana na Sevenhill East School. W 1925 roku z powodu braku zainteresowania i postępującej integracji społeczeństwa polskiego z Australijczykami szkoła została zamknięta.